# Tokkebi (televíziós sorozat)
A Tokkebi  (hangul: 도깨비, Tokkebi, RR: Dokkaebi), angol címén Guardian: The Lonely and Great God vagy Goblin koreai dorama, melyet a tvN csatorna tűzött műsorra 2016. december 2-ától. A főbb szerepekben Kong Ju (Gong Yoo), I Donguk (Lee Dong-wook), Kim Goun (Kim Go-eun), Ju Inna (Yoo In-na) és Juk Szongdzse (Yook Sung-jae) látható. A forgatókönyvet  Kim Unszuk (Kim Eun-suk) írta.

## Cselekmény
Kim Sin győzedelmes tábornok, akit azonban árulónak bélyegeznek meg. Az istenek átokkal sújtják, örök életre kárhoztatják, Tokkebi (Dokkaebi)ként kell élnie mindaddig, amíg menyasszonyt nem talál, aki ki tudja húzni a szívébe döfött kardot. Kim 900 évvel később a modern világban Vang Jo (Wang Yeo), az amnéziás Halál társaságában éli mindennapjait, amikor is találkozik Csi Unthak (Ji Eun-tak)kal, egy középiskolás lánnyal.

## Szereplők
- Kong Ju (Gong Yoo) mint Kim Sin, a Tokkebi (Dokkaebi)
- I Donguk (Lee Dong-wook) mint Vang Jo (Wang Yeo), az amnéziás Halál
- Kim Goun (Kim Go-eun) mint Csi Unthak (Ji Eun-tak)
- Ju Inna (Yoo In-na) mint Sunny
- Juk Szongdzse (Yook Sung-jae) mint Ju Dokhva (Yoo Deok-hwa)

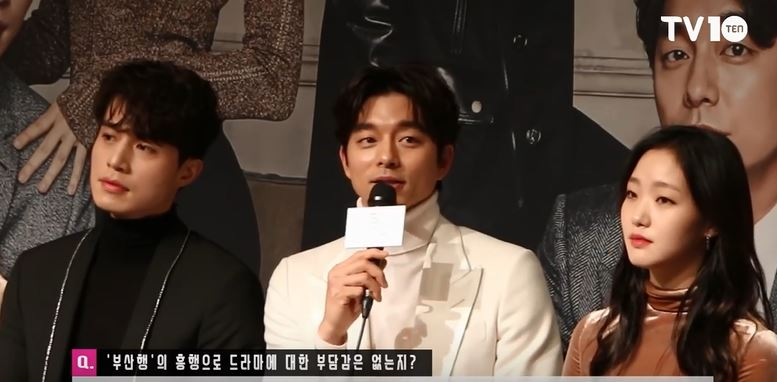
A főszereplők a sajtókonferencián
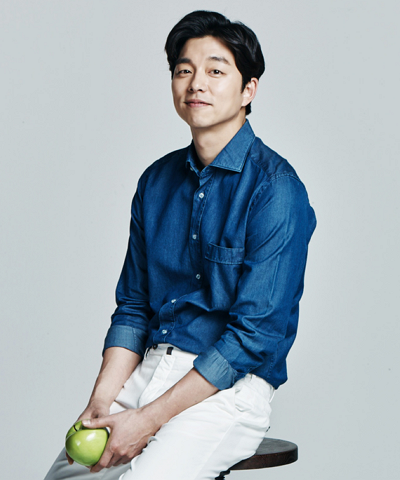
Kong Ju (Gong Yoo)
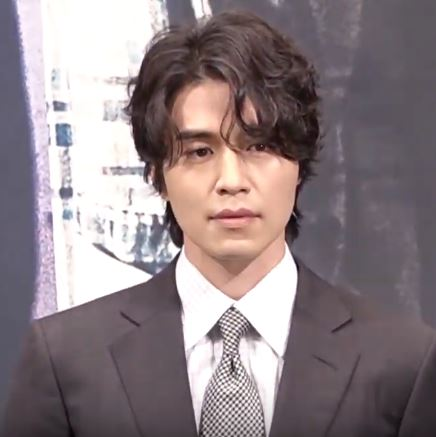
I Donguk (Lee Dong-wook)
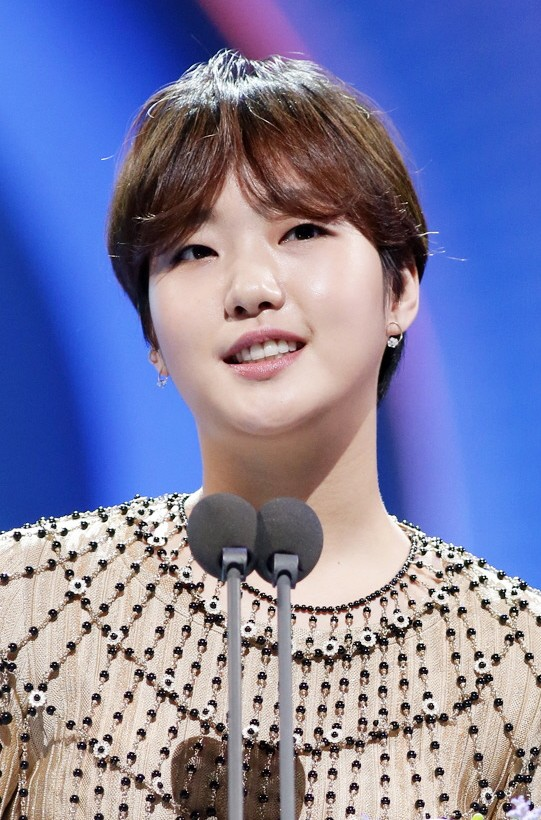
Kim Goun (Kim Go-eun)
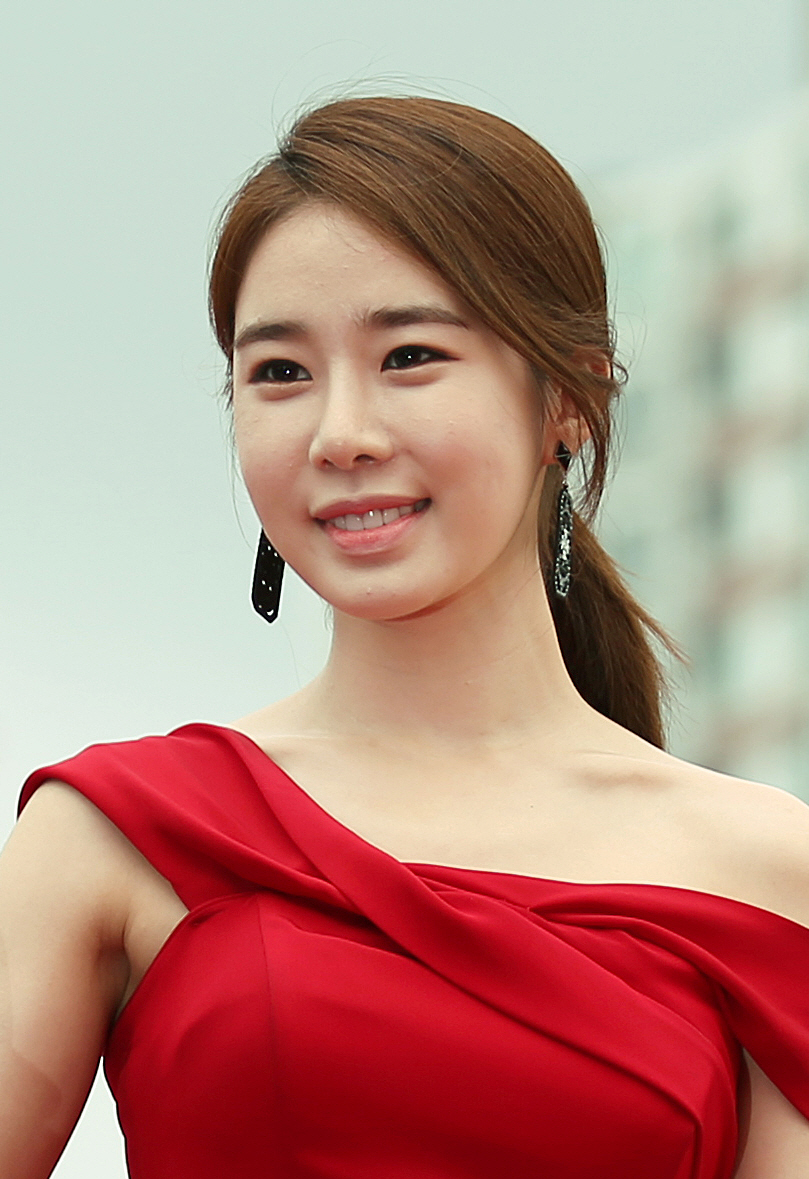
Ju Inna (Yoo In-na)
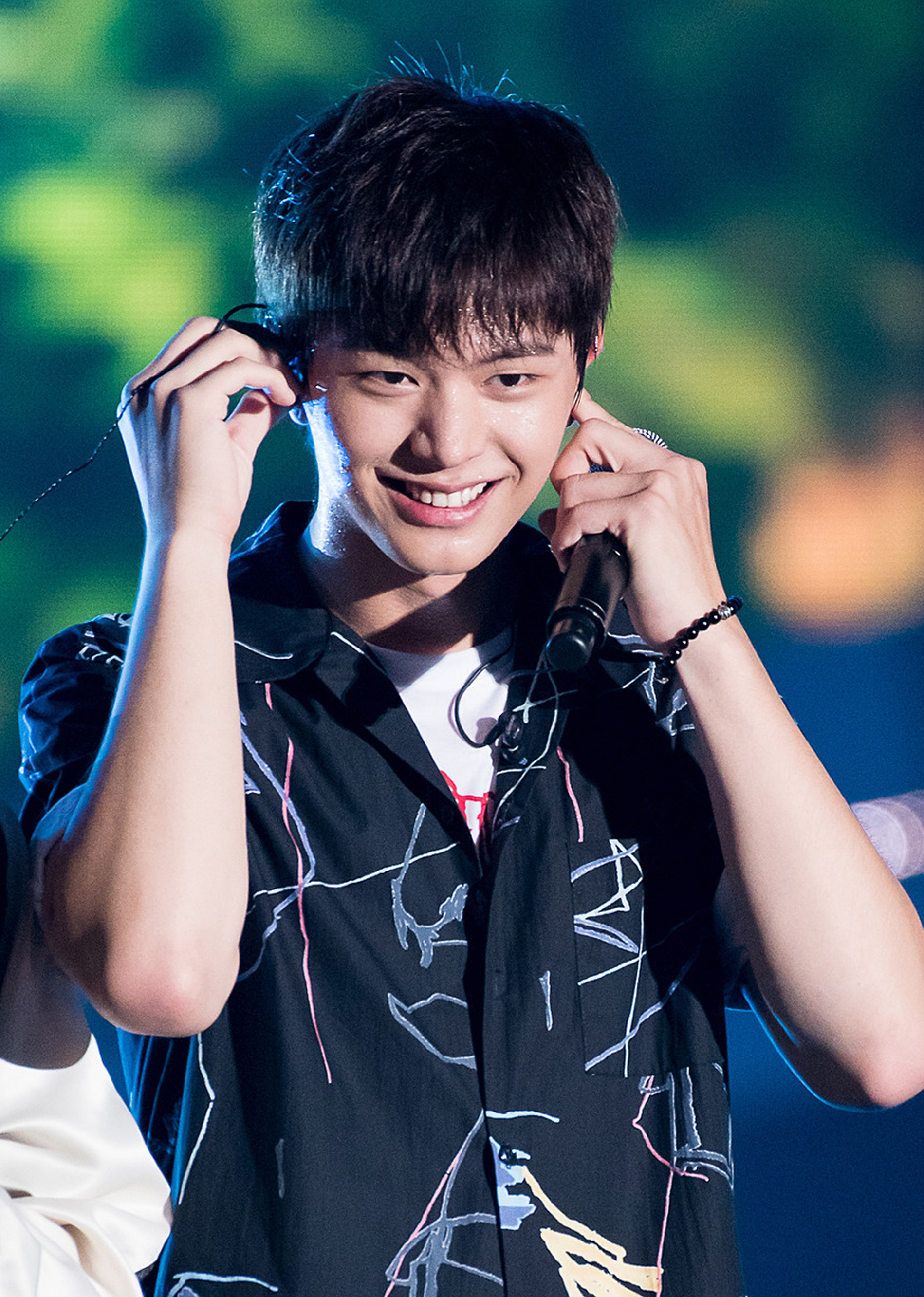
Juk Szongdzse (Yook Sung-jae)

## Nézettségi adatok
| Epizód #         | Dátum               | Átlagos nézettség   | Átlagos nézettség   | Átlagos nézettség   | Átlagos nézettség |
| Epizód #         | Dátum               | AGB Nielsen Ratings | AGB Nielsen Ratings | AGB Nielsen Ratings | TNmS Ratings      |
| Epizód #         | Dátum               | Országos            | Szöul               | Legnézettebb pont   | TNmS Ratings      |
| ---------------- | ------------------- | ------------------- | ------------------- | ------------------- | ----------------- |
| 1                | 2016. december 2.   | 6,322%              | 7,540%              | 9,3%                | 6,7%              |
| 2                | 2016. december 3.   | 7,904%              | 10,024%             | 11,2%               | 8,1%              |
| 3                | 2016. december 9.   | 12,471%             | 14,274%             | 16,1%               | 12,0%             |
| 4                | 2016. december. 10. | 11,373%             | 13,768%             | 15,3%               | 12,7%             |
| 5                | 2016. december 16.  | 11,507%             | 12,075%             | 16,2%               | 14,0%             |
| 6                | 2016. december 17.  | 11,618%             | 14,772%             | 16,9%               | 13,0%             |
| 7                | 2016. december 23.  | 12,297%             | 13,993%             | 15,5%               | 13,5%             |
| 8                | 2016. december 24.  | 12,344%             | 14,748%             | 16,2%               | 11,6%             |
| 9                | 2016. december 30.  | 12,933%             | 13,333%             | 16,1%               | 14,6%             |
| 10               | 2016. december 31.  | 12,702%             | 14,551%             | 16,9%               | 13,3%             |
| 11               | 2017. január 6.     | 13,894%             | 15,749%             | 17,2%               | 14,8%             |
| 12               | 2017. január 7.     | 13,712%             | 15,680%             | 17,0%               | 14,6%             |
| 13               | 2017. január 13.    | 14,254%             | 16,525%             | 18,0%               | 15,3%             |
| 14               | 2017. január 20.    | 16,043%             | 17,767%             | 19,0%               | 16,3%             |
| 15               | 2017. január 21.    | 16,917%             | 18,829%             | 19,8%               | 19,6%             |
| 16               | 2017. január 21.    | 18,680%             | 20,986%             | 22,1%               | 19,6%             |
| Átlag            | Átlag               | 12,811%             | 14,663%             |                     | 13,7%             |
| Speciális epizód | 2017. január 14.    | 9,427%              | 11,786%             | 12,0%               | 9,1%              |

A kábelcsatornák nézettsége az országos felszíni szórású csatornákéval szemben alacsonyabb.

## Díjak és elismerések
- 2017 Paeksang Arts Awards:[8]
  - Legjobb színész (televízió): Kong Ju (Gong Yu)
  - Televíziós nagydíj: Kim Unszuk (Kim Eun-suk)